# Мімікрія Вавилова
Мімікрія Вавилова — форма  мімікрії рослин, при якій  дикорослі рослини набувають одну або кілька характеристик  сільськогосподарських культур через покоління  штучного відбору. Явище названо на честь  Вавилова Миколи Івановича, видатного вченого-генетика, ботаніка, селекціонера, який визначив центри походження культурних рослин.
Мімікрія Вавилова є прикладом несвідомого штучного відбору — людина несвідомо відбирає (вручну або за допомогою сортувальних машин) форми бур'янів, ближчі до культурних за розміром і формою насіння, часу дозрівання і поширює їх. Дана мімікрія виникає всупереч цілям сільського господарства. Схожим чином розвивається стійкість до антибіотиків і гербіцидів. Існує ймовірність, що, перейнявши деякі корисні властивості культурних рослин, бур'ян може в підсумку стати культурним. Такі види будуть вторинними сільськогосподарськими культурами. Ймовірно, саме завдяки такому відбору увійшли в культуру жито і овес — бур'яни, що засмічують посіви  пшениці.